# Chasing Time
Chasing Time – trzeci singel promujący debiutancki album studyjny raperki Azealii Banks, zatytułowany Broke with Expensive Taste (2014).
Singel wydano 22 września 2014, tuż przed niespodziewaną premierą płyty na początku listopada. Teledysk promujący piosenkę, wyreżyserowany przez Marca Klasfelda, po raz pierwszy wyemitowano w MTV 13 listopada tego samego roku. Inspirowany był on wideoklipami artystów hip-hopowych i R & B z lat 90., zwłaszcza Missy Elliott i Lil' Kim. Pojawiły się tam też wątki futurystyczne.
"Chasing Time" jest utrzymana w stylu house, a tekst opowiada o ochłonięciu po właśnie zerwanym związku. Piosenka zdobyła uznanie krytyków muzycznych, którzy określili ją jako "house-diva music" i chwalili popisy wokalne Banks oraz budowę utworu.
Sama Banks oznajmiła, że utwór nie może być przypisany do konkretnego gatunku i opisuje życiową podróż, której częścią jest nieudany związek. "Chasing Time" odnosi się tematycznie do pierwszego utworu na krążku artystki, zatytułowanego "Idle Delilah".